# Глория (фильм, 1999)
«Глория» (англ. Gloria) — кинофильм 1999 года, являющийся ремейком одноимённого фильма 1980 года. Режиссёром фильма выступил Сидни Люмет, а главную роль сыграла актриса Шэрон Стоун. 

## Сюжет
Глория только что вышла из тюрьмы, куда она попала три года назад, чтобы спасти своего возлюбленного Кевина. Во время пребывания в тюрьме Кевин ни разу не навестил её. После выхода она едет к нему для того, чтобы разорвать отношения и забрать те деньги, которые он обещал ей. Но тот отказывает ей и в первом, и во втором.
Между тем некий бухгалтер по имени Джек создаёт дискету, на которой записаны все имена преступной группировки, в которую входит Кевин. Он пытается сбежать, но человек Кевина находит его и убивает не только бухгалтера, но и его жену Ангелу, тёщу и дочь. Но дискету он всё-таки успевает передать своему семилетнему сыну Ники, которому удаётся сбежать. Через некоторое время люди Кевина вылавливают мальчика и привозят в квартиру к Кевину. Именно в той квартире пути Глории и Ники пересекаются. Глория решает, рискуя своей жизнью, спасти жизнь мальчика.

## В ролях
| Актёр            | Роль     |
| ---------------- | -------- |
| Шэрон Стоун      | Глория   |
| Жан-Люк Фигуроа  | Ники     |
| Джереми Нортэм   | Кевин    |
| Кэти Мориарти    | Диана    |
| Джордж К. Скотт  | Рубин    |
| Майк Старр       | Шон      |
| Бонни Беделиа    | Бренда   |
| Бэрри МакЭвой    | Тэрри    |
| Дон Биллет       | Райимонд |
| Джерри Дин       | Микки    |
| Тони ДиБенедетто | Зак      |
| Тедди Атлас      | Ян       |
| Бобби Каннавале  | Джек     |
| Сарита Чоудхури  | Ангела   |
| Мириам Колон     | Мария    |

## Критика
Фильм получил в основном негативную критику. Шэрон Стоун была номинирована на Золотую малину как худшая актриса. Фильм также потерпел кассовый провал: при бюджете в $30 млн он собрал лишь $4 197 729. В настоящее время фильм на сайте Rotten Tomatoes имеет рейтинг 17 % на основе 29 обзоров.